# ISO 3166-2:VU
ISO 3166-2:VU — стандарт Международной организации по стандартизации, который определяет геокоды. Является подмножеством стандарта ISO 3166-2, относящимся к Вануату.
Стандарт охватывает 6 провинций Вануату. Каждый код состоит из двух частей: кода Alpha2 по стандарту ISO 3166-1 для Вануату — VU и дополнительного кода, записанных через дефис. Дополнительный трёхбуквенный код образован созвучно названию провинции. Геокоды провинций Вануату являются подмножеством кодов домена верхнего уровня — VU, присвоенного Вануату в соответствии со стандартами ISO 3166-1.

## Геокоды Вануату
Геокоды 11 округов административно-территориального деления Вануату.
| Геокод | Административная единица | Статус    |
| ------ | ------------------------ | --------- |
| VU-MAP | Малампа                  | провинция |
| VU-SEE | Шефа                     | провинция |
| VU-PAM | Пенама                   | провинция |
| VU-TAE | Тафеа                    | провинция |
| VU-SAM | Санма                    | провинция |
| VU-TOB | Торба                    | провинция |

## Геокоды пограничных Вануату государств
- Соломоновы Острова — ISO 3166-2:SB (на севере (морская граница)),
- Австралия — ISO 3166-2:AU (на западе (морская граница)),
- Новая Каледония — ISO 3166-2:NC (на юго-западе  (морская граница)),
- Фиджи — ISO 3166-2:FJ (на востоке  (морская граница)).